# 山都町立蘇陽小学校
山都町立蘇陽小学校（やまとちょうりつ そようしょうがっこう）は熊本県上益城郡山都町柏にある公立の小学校。

## 概要
歴史
1991年（平成3年）に、下記の蘇陽町内の小学校4本校および分校1校を統合の上、旧・蘇陽町立柏中学校の跡地に開校した。
- 蘇陽町立二瀨本小学校および花上分校
- 蘇陽町立橘小学校
- 蘇陽町立長谷小学校
- 蘇陽町立上差尾小学校

なお、2002年（平成14年）には蘇陽町立東竹原小学校を統合。現校名となったのは2005年（平成17年）。2026年（令和8年）には創立25年を迎える。
校章
中央に「小」の文字を配している。
校歌
通学区域
山都町のうち「上差尾・長谷・二瀨本・花上・橘・東竹原」。中学校区は山都町立蘇陽中学校。

## 沿革
旧・二瀬本小学校（にせもと）・花上分校（はながみ）
- 1875年（明治8年）- 「二瀬本小学簡易科」として創立。

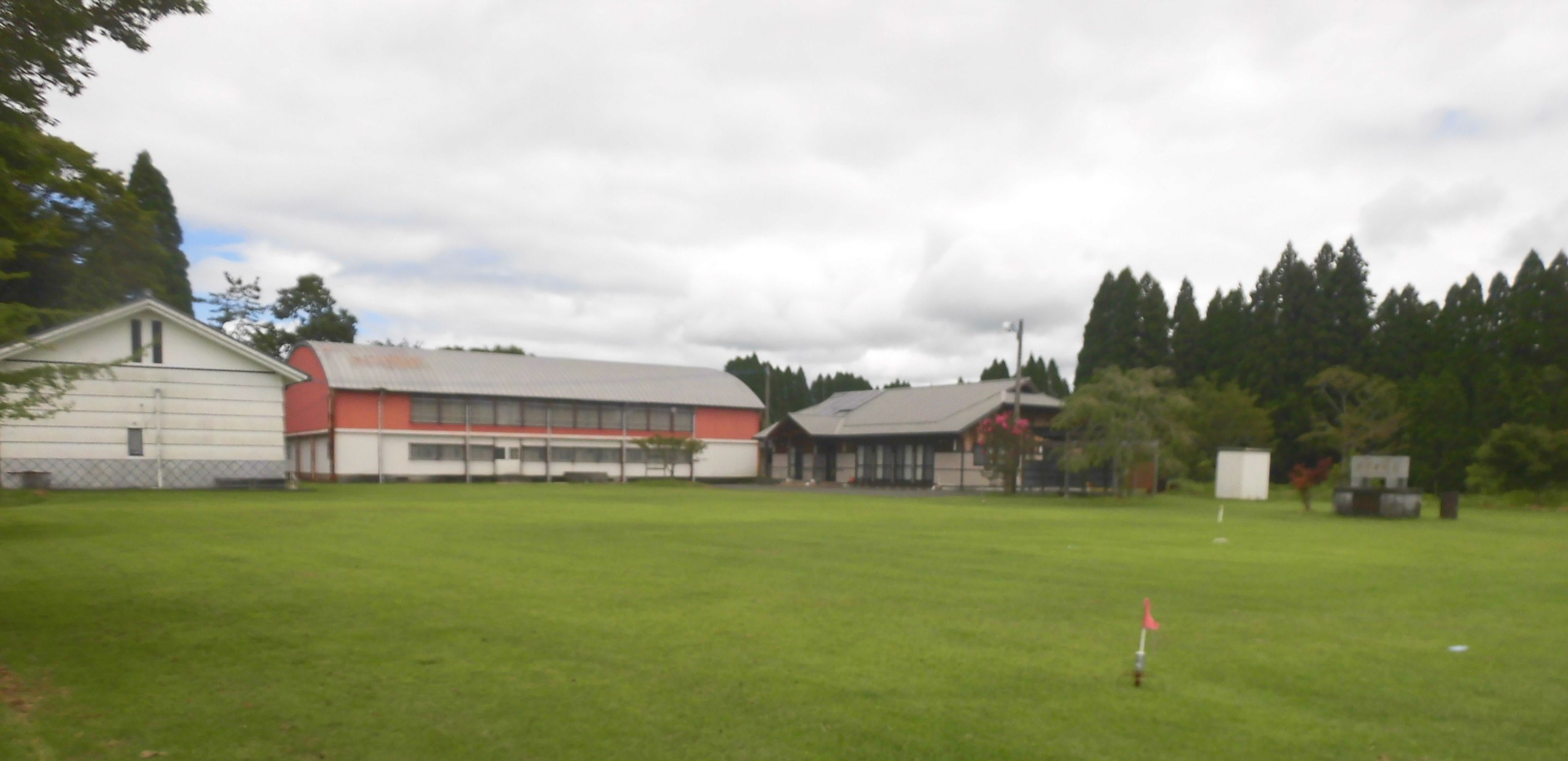
旧・長谷小学校跡

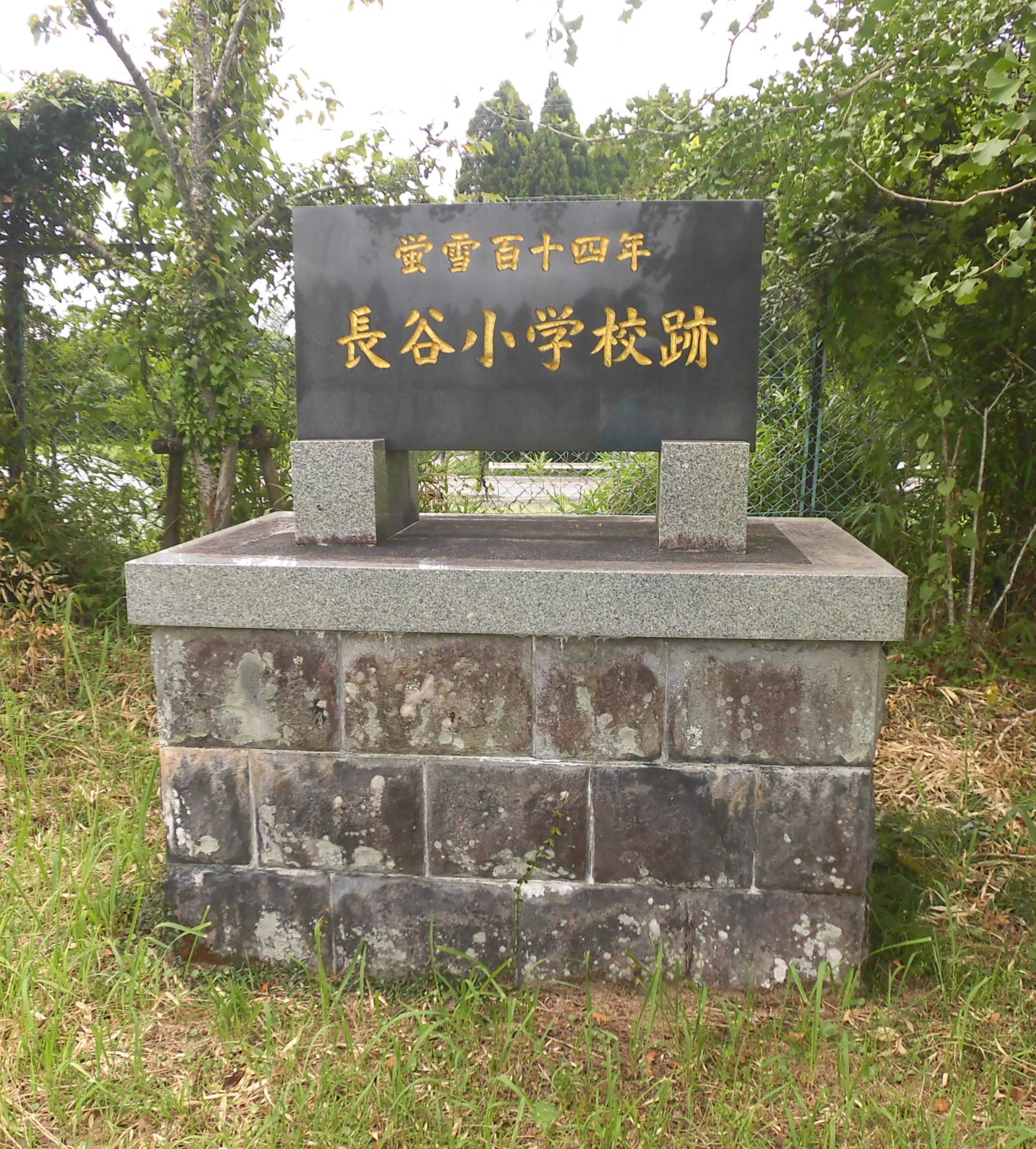
長谷小
閉校記念碑

- 1877年（明治10年）11月 - 長谷授業所（分教場）を開設。
- 1879年（明治12年）- 教育令施行により「公立二瀬本小学校」に改称。
- 1886年（明治19年）- 小学校令施行により、簡易科（3年制）を設置の上、「簡易二瀬本小学校」に改称。
- 1889年（明治22年）4月1日 - 町村制施行により、阿蘇郡14村（柳・東竹原・伊勢・高畑・高辻・下山・橘・長谷・仁瀬本・玉目・柏・大見口・上指尾・二津留）の合併により、「柏村」が発足。
- 1890年（明治23年）- 尋常科（4年制）を設置の上、「尋常二瀬本小学校」に改称。
- 1892年（明治25年）4月 - 「二瀬本尋常小学校」に改称。長谷分教場が分離の上、長谷尋常小学校として独立。
- 1899年（明治32年）- 橘尋常小学校を分離。
- 1908年（明治41年）4月 - 改正小学校令により、尋常科（義務教育年限）が4年制から6年制に改められる。尋常科5年を新設。
- 1909年（明治42年）4月 - 尋常科6年を新設。
- 1921年（大正10年）2月 - 農業補習学校を併置。
- 1941年（昭和16年）4月1日 - 国民学校令施行により、「柏村二瀬本国民学校」に改称。尋常科を初等科に改める。
- 1945年（昭和20年）4月 - 高等科を設置[2]。
- 1947年（昭和22年）4月1日 - 学制改革により、新制小学校「柏村立二瀬本小学校」に改組・改称。
- 1956年（昭和31年）9月30日 - 阿蘇郡1町（馬見原）2村（柏・菅尾）が合併して「蘇陽町」が発足。これにより、「蘇陽町立二瀬本小学校」（最終名）に改称。また蘇陽町立菅尾小学校[3]から花上分校が移管される。
- 1975年（昭和50年）- 創立100周年記念式典を挙行。
- 1991年（平成3年）3月31日 - 統合のため閉校。116年の歴史に幕を閉じる。花上分校も同時に閉校となる。
  - 最終所在地（二瀬本小学校本校）- 熊本県阿蘇郡蘇陽町二瀬本1466番地（北緯32度44分38.7秒 東経131度11分03.0秒 / 北緯32.744083度 東経131.184167度）
  - 最終所在地（花上分校）- 熊本県阿蘇郡蘇陽町花上582番地（北緯32度44分01.1秒 東経131度12分07.7秒 / 北緯32.733639度 東経131.202139度）

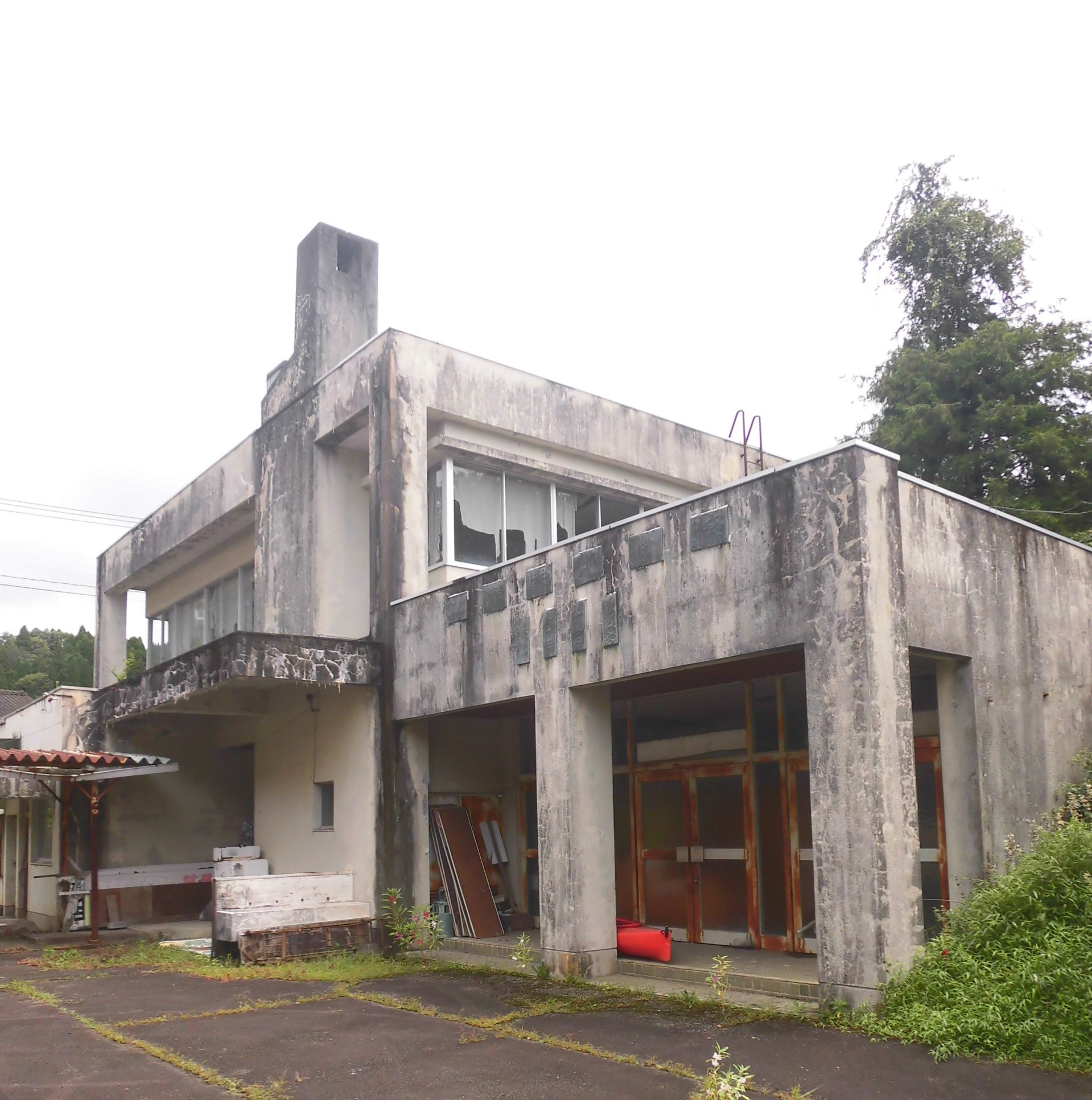
旧・二瀬本小 校舎
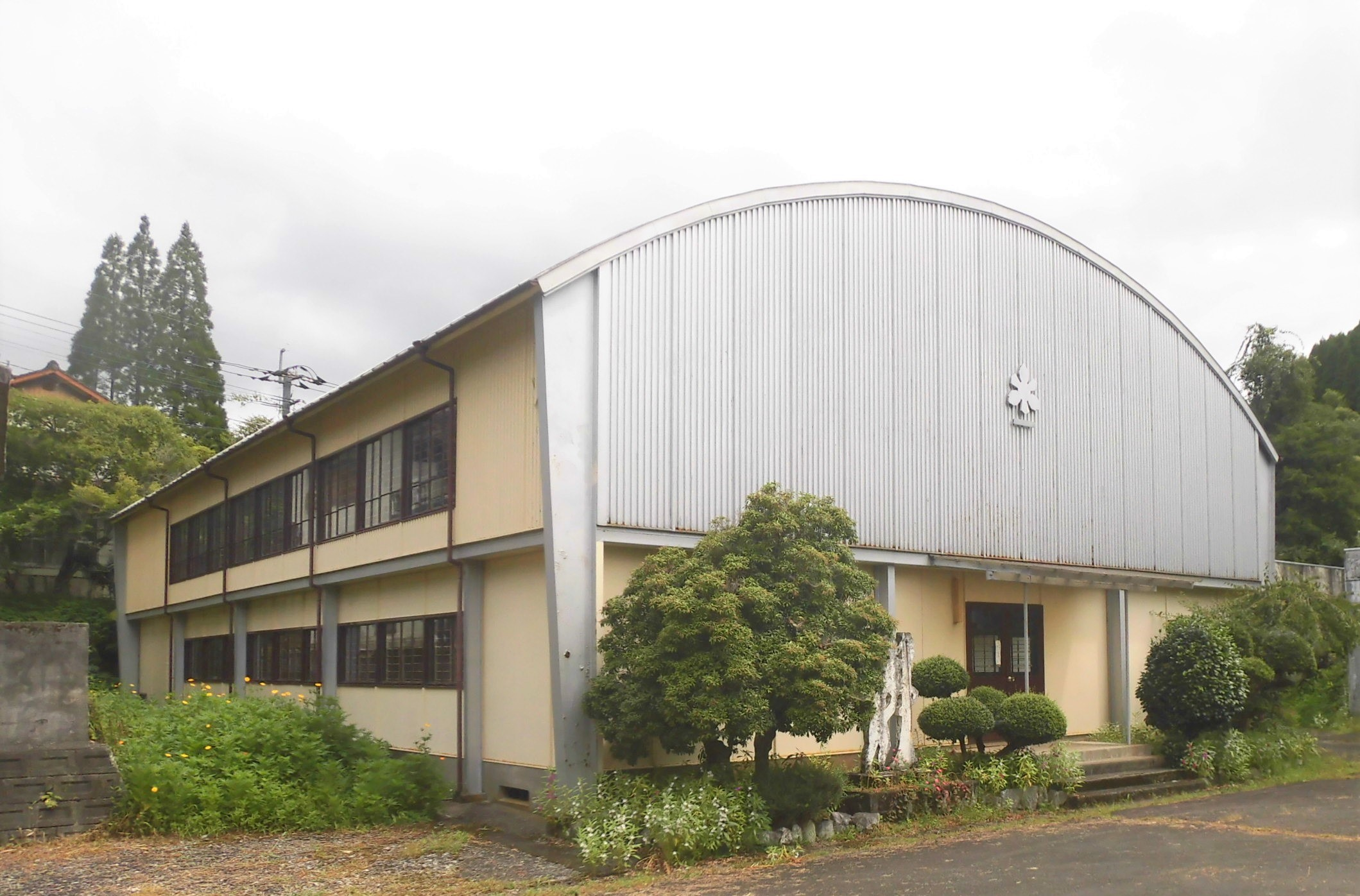
旧・二瀬本小 体育館
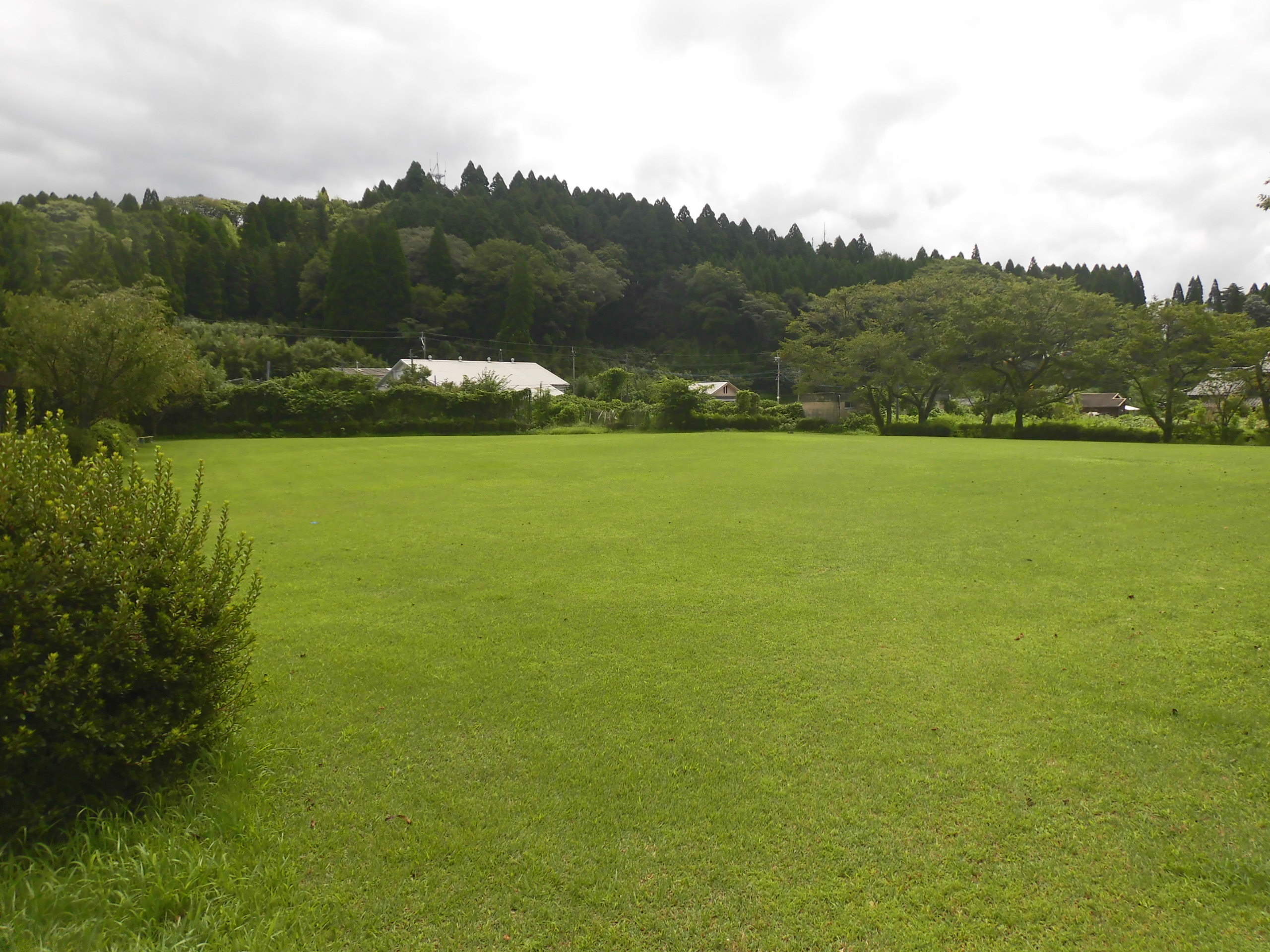
旧・二瀬本小 運動場
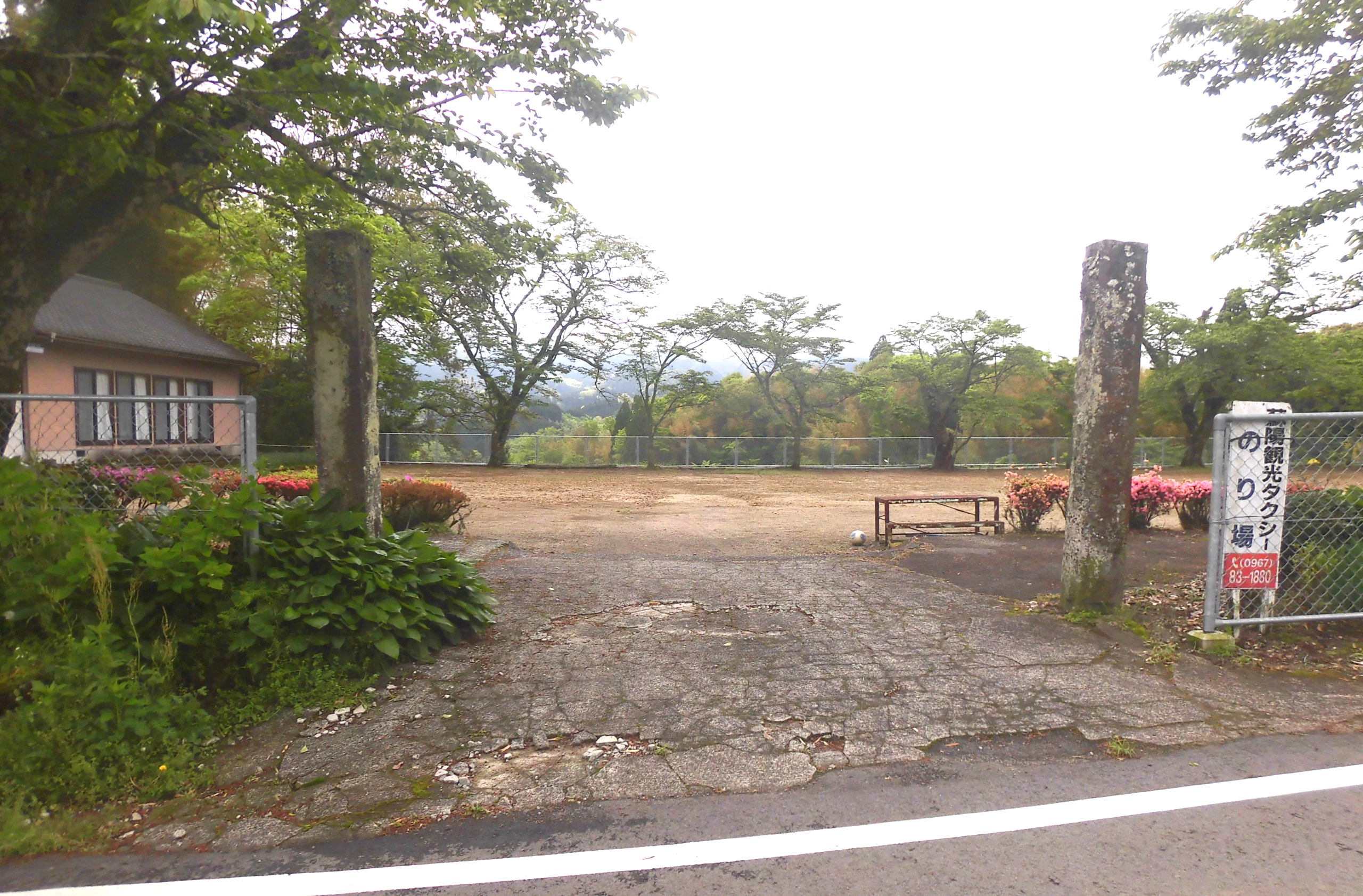
旧・花上分校跡
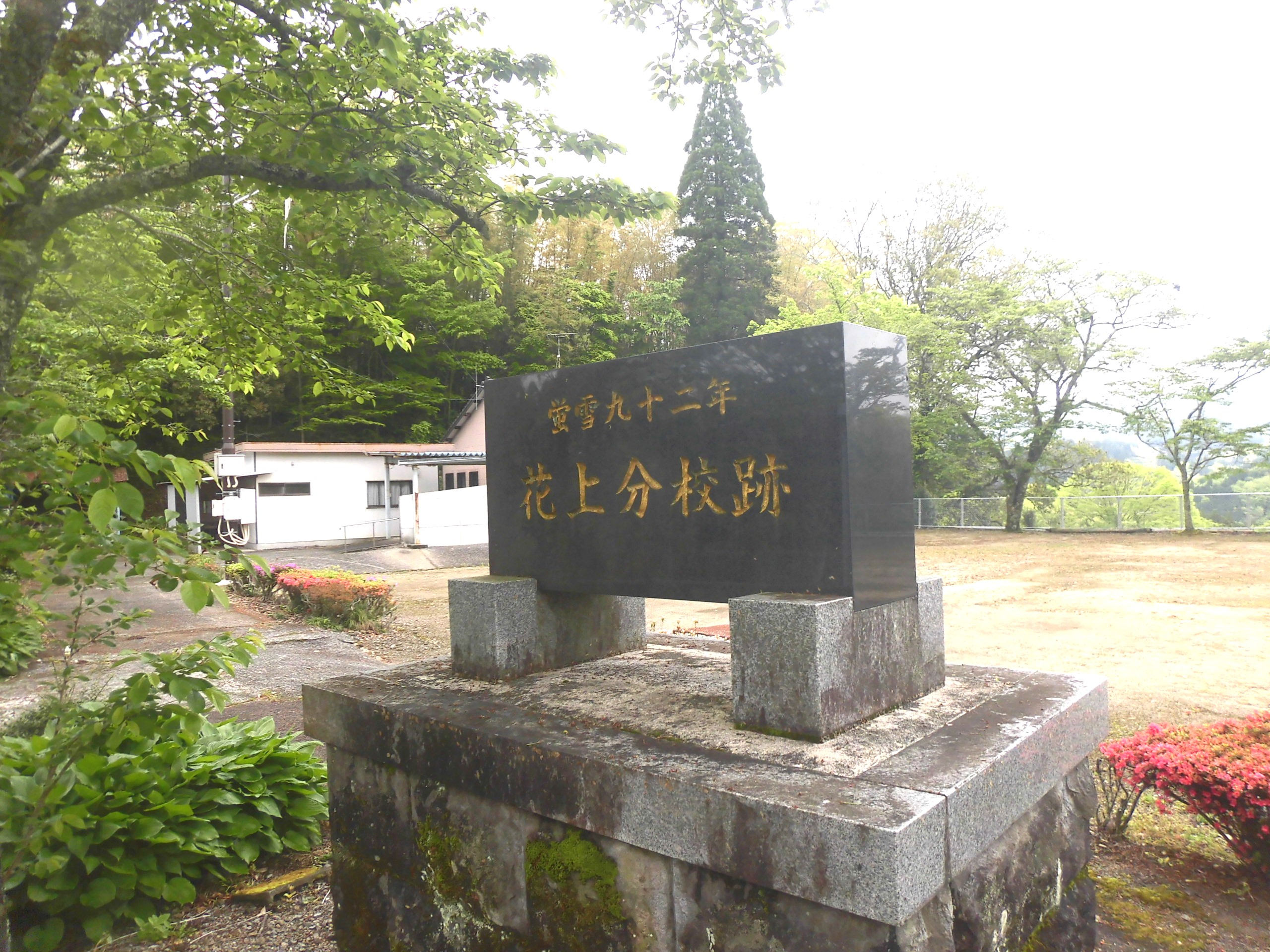
花上分校 閉校記念碑

旧・橘小学校（たちばな）
- 1899年（明治32年）

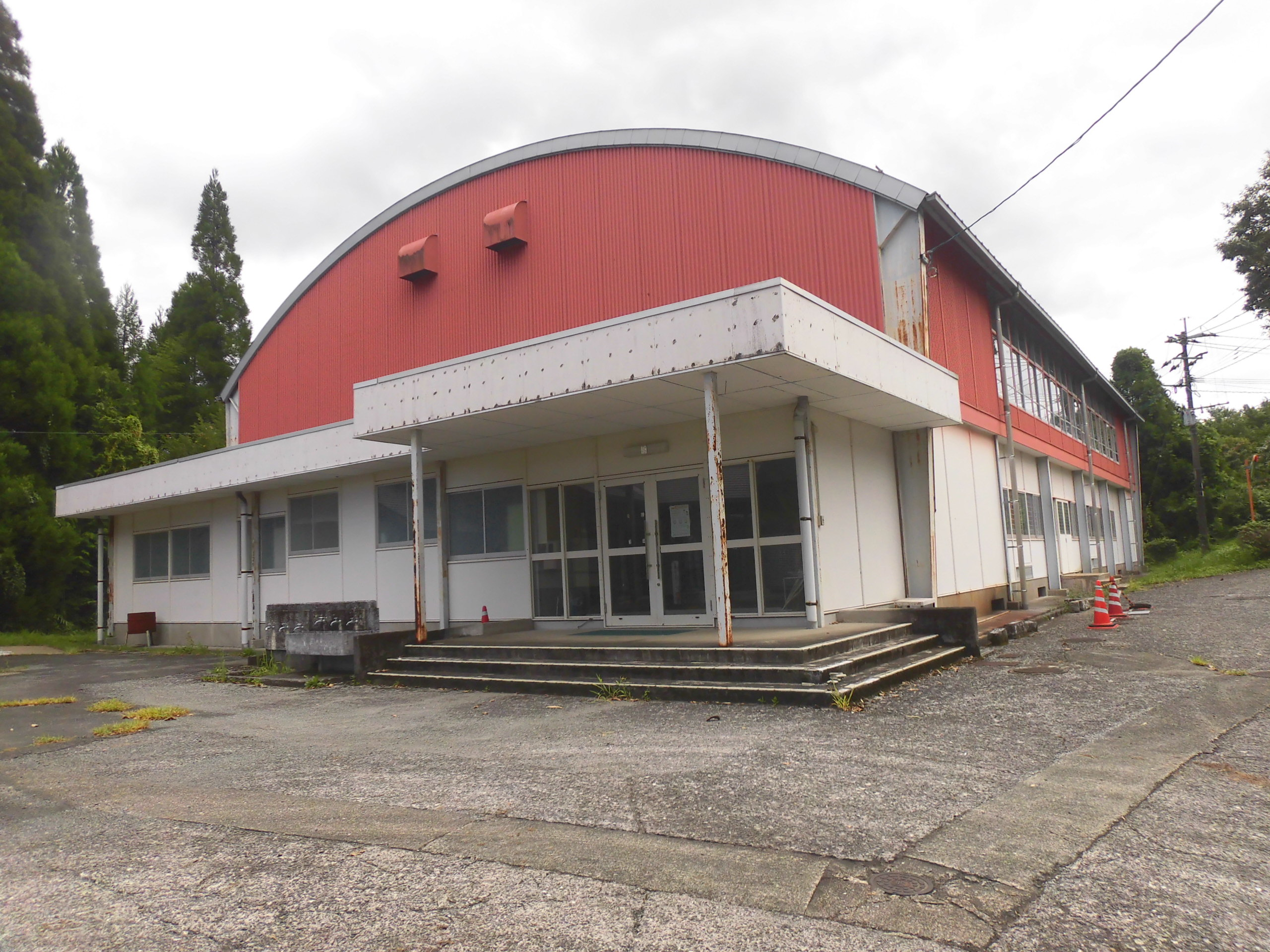
旧・橘小 体育館

  - 1月 - 二瀬本尋常小学校から分離し、「橘尋常小学校」として分離。
  - 8月 - 新校舎が完成。
- 1908年（明治41年）4月 - 尋常科5年を新設。
- 1909年（明治42年）4月 - 尋常科6年を新設。
- 1910年（明治43年）2月 - 校舎を増築。
- 1921年（大正10年）2月 - 農業補習学校を併置。
- 1941年（昭和16年）4月1日 - 「柏村橘国民学校」に改称。
- 1947年（昭和22年）4月1日 - 「柏村立橘小学校」に改組・改称。
- 1956年（昭和31年）9月30日 - 「蘇陽町立橘小学校」（最終名）に改称。
- 1989年（平成元年）- 創立90周年を迎える。
- 1991年（平成3年）3月31日 - 統合のため閉校。92年の歴史に幕を閉じる。
  - 最終所在地（橘小学校）- 熊本県阿蘇郡蘇陽町橘134番地1（北緯32度44分44.6秒 東経131度12分16.1秒 / 北緯32.745722度 東経131.204472度）

旧・長谷小学校（ながたに）
- 1877年（明治10年）11月 - 「二瀬本小学校 長谷授業所」（分教場）として創立。
- 1887年（明治20年）- 簡易科（3年制）を設置の上、「簡易二瀬本小学校 長谷簡易科教場」となる。
- 1892年（明治25年）4月 - 二瀬本尋常小学校から分離の上、「長谷尋常小学校」として独立。
- 1908年（明治41年）4月 - 尋常科5年を新設。
- 1909年（明治42年）4月 - 尋常科6年を新設。
- 1912年（明治45年）3月 - 高等科を併置の上、「長谷尋常高等小学校」に改称。新校舎が完成。
- 1941年（昭和16年）4月1日 - 「柏村長谷国民学校」に改称。
- 1947年（昭和22年）4月1日 - 「柏村立長谷小学校」に改組・改称。
- 1956年（昭和31年）9月30日 - 「蘇陽町立長谷小学校」（最終名）に改称。
- 1977年（昭和52年）- 創立100周年を迎える。
- 1991年（平成3年）3月31日 - 統合のため閉校。114年の歴史に幕を閉じる。
  - 最終所在地（長谷小学校）- 熊本県阿蘇郡蘇陽町長谷678番地（北緯32度45分53.9秒 東経131度10分12.8秒 / 北緯32.764972度 東経131.170222度）

旧・上差尾小学校（かみざしお）

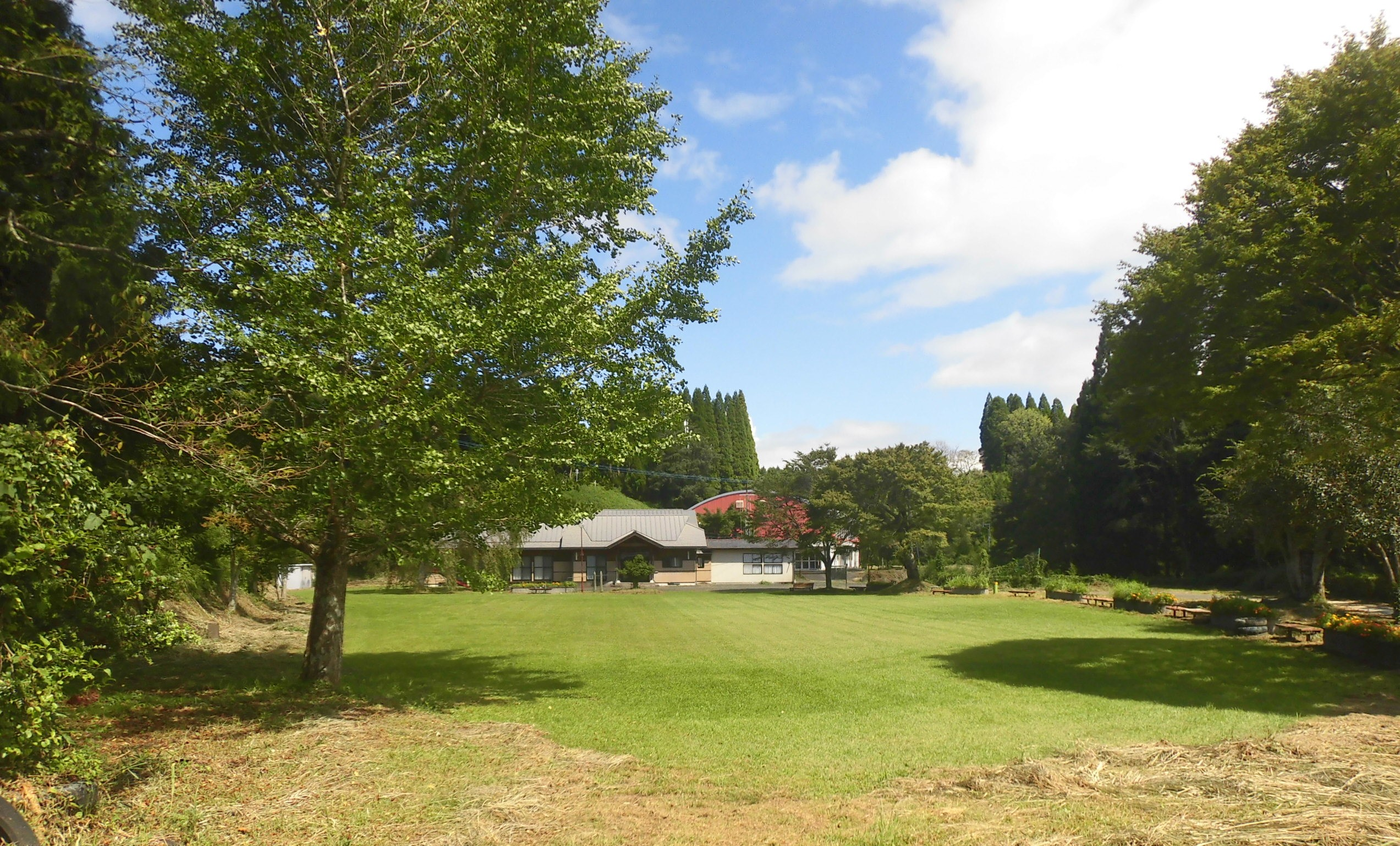
旧・上差尾小学校跡

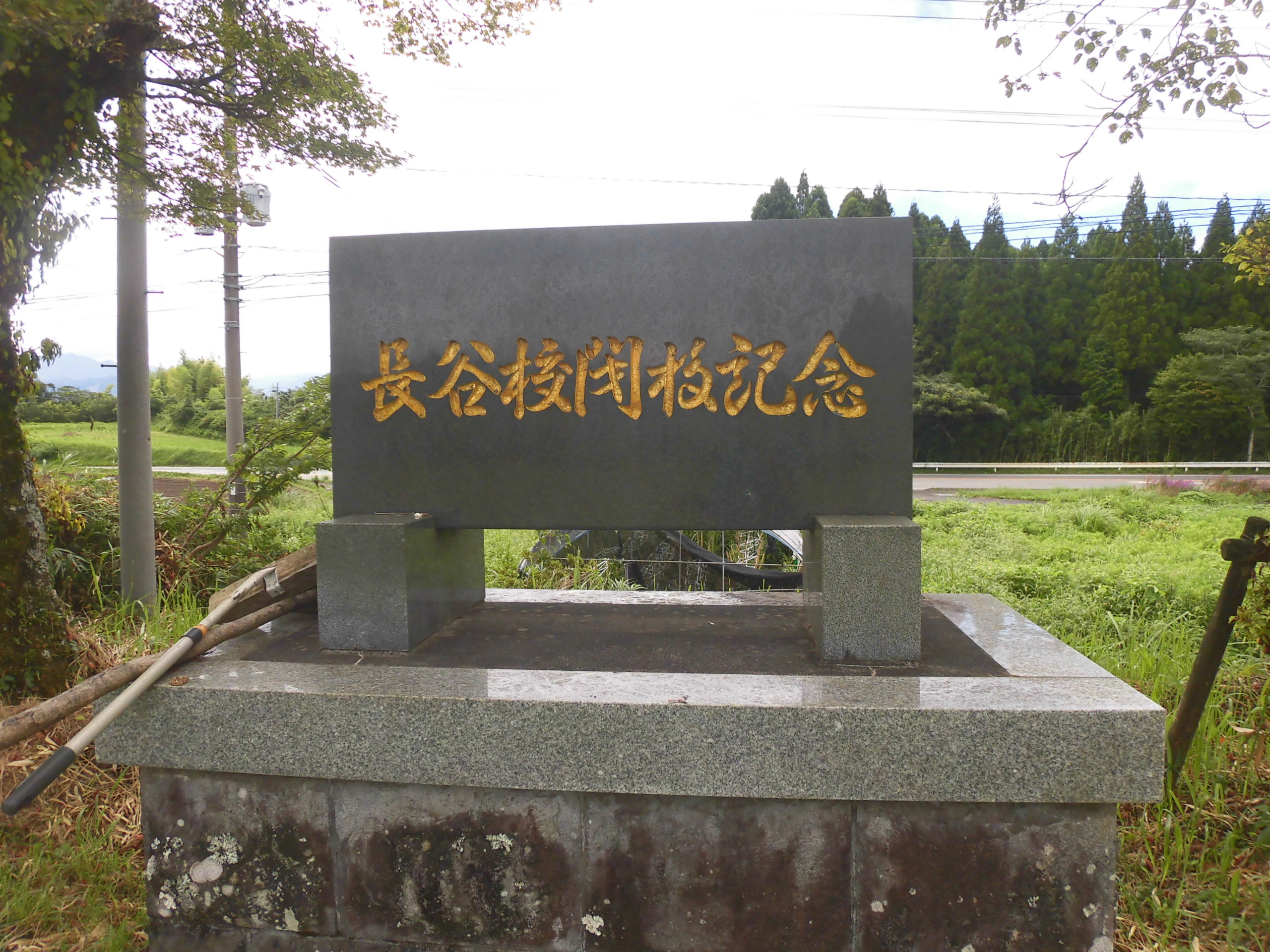
上差尾小
閉校記念碑

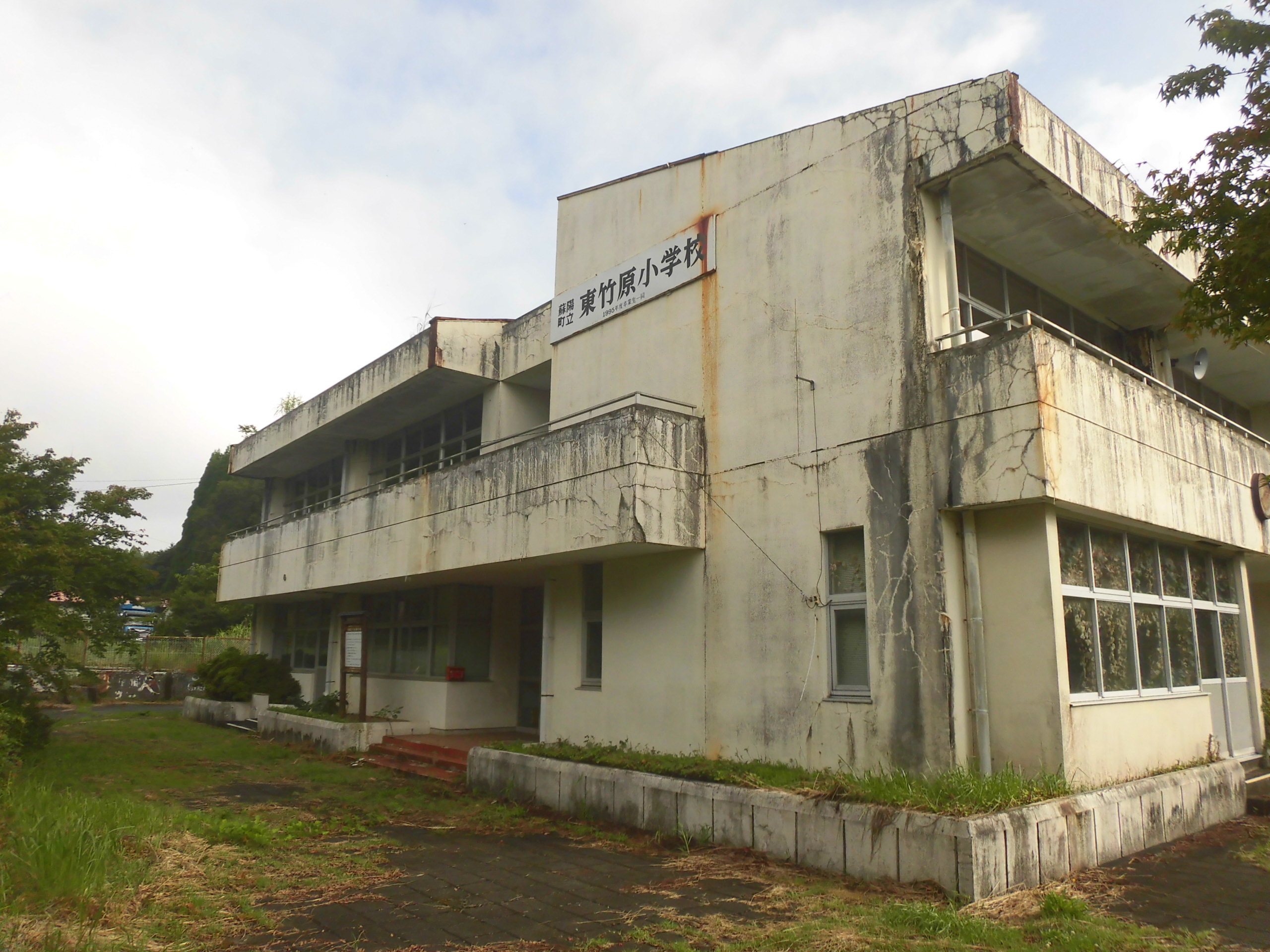
旧・東竹原小学校跡

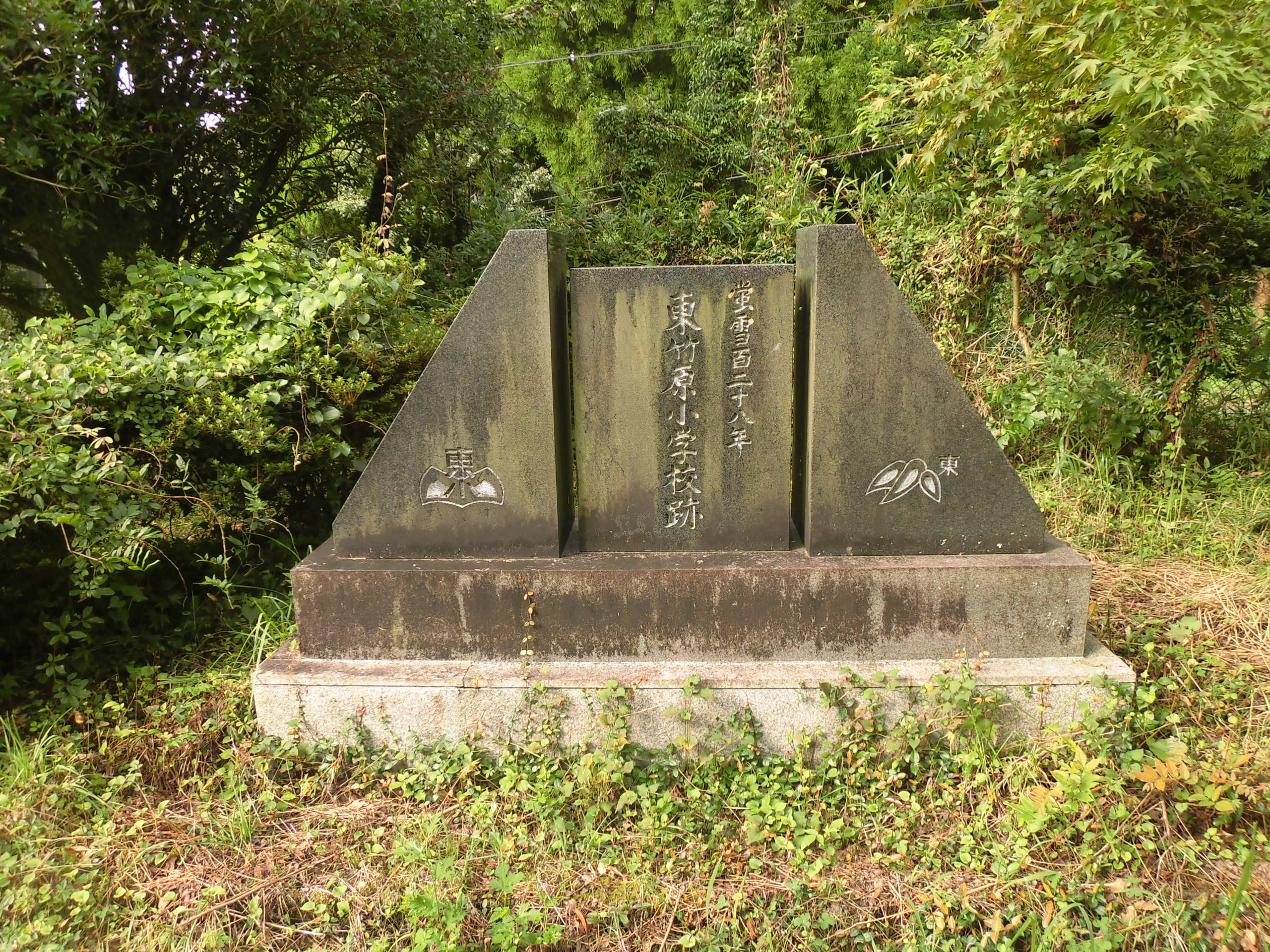
東竹原小
閉校記念碑

- 1874年（明治7年）- 「菅尾小学校 分教場」として創立。
- 1881年（明治14年）8月 - 校舎を新築。
- 1885年（明治18年）- 柏村に編入される。
- 1886年（明治19年）- 「簡易上差尾小学校」として独立。
- 1890年（明治23年）- 尋常科（4年制）を設置の上、「尋常上差尾小学校」に改称。
- 1892年（明治25年）- 「上差尾尋常小学校」に改称。
- 1908年（明治41年）4月 - 尋常科5年を新設。
- 1909年（明治42年）4月 - 尋常科6年を新設。
- 1911年（明治44年）4月 - 校舎を新築。
- 1941年（昭和16年）4月1日 - 「柏村上差尾国民学校」に改称。
- 1947年（昭和22年）4月1日 - 「柏村立上差尾小学校」に改組・改称。
- 1956年（昭和31年）9月30日 - 「蘇陽町立上差尾小学校」（最終名）に改称。
- 1974年（昭和49年）- 創立100周年を迎える。
- 1991年（平成3年）3月31日 - 統合のため閉校。114年の歴史に幕を閉じる。
  - 最終所在地（上差尾小学校）- 熊本県阿蘇郡蘇陽町上差尾1027番地（北緯32度44分55.9秒 東経131度07分36.0秒 / 北緯32.748861度 東経131.126667度）

旧・東竹原小学校（ひがしたけばる）
- 1874年（明治7年）- 「公立高辻小学校」として創立。
- 1886年（明治19年）- 「東竹原小学簡易科教場」となる。
- 1890年（明治23年）- 「尋常東竹原小学校」として独立。
- 1892年（明治25年）- 「東竹原尋常小学校」に改称。
- 1908年（明治41年）4月 - 尋常科5年を新設。
- 1909年（明治42年）4月 - 尋常科6年を新設。
- 1911年（明治44年）4月 - 校舎を新築。
- 1941年（昭和16年）4月1日 - 「柏村東竹原国民学校」に改称。
- 1945年（昭和20年）4月 - 高等科を設置[2]。
- 1947年（昭和22年）4月1日 - 「柏村立東竹原小学校」に改組・改称。新制中学校「柏村立柏中学校東竹原分校」が併設される[2]。
- 1956年（昭和31年）9月30日 - 「蘇陽町立東竹原小学校」（最終名）に改称。
- 1974年（昭和49年）- 創立100周年を迎える。
- 2002年（平成14年）3月31日 - 統合のため閉校。128年の歴史に幕を閉じる。
  - 最終所在地（東竹原小学校）- 熊本県上益城郡山都町東竹原204番地（北緯32度47分35.0秒 東経131度10分29.0秒 / 北緯32.793056度 東経131.174722度）

統合・蘇陽小学校
- 1991年（平成3年）4月1日 - 蘇陽町立小学校本校4校および分校1校の統合により、「蘇陽町立蘇陽小学校」が開校（当時は阿蘇郡）。
- 2002年（平成14年）4月1日 - 蘇陽町立東竹原小学校を統合。
- 2005年（平成17年）2月11日 - 町村合併により、「山都町立蘇陽小学校」（現校名、上益城郡）に改称。
  - 所在地- 熊本県阿蘇郡蘇陽町二瀬本1466番地（北緯32度44分36.1秒 東経131度10分45.4秒 / 北緯32.743361度 東経131.179278度）

## 交通アクセス
最寄りのバス停留所
- 九州産交バス 「二瀬本入口」停留所

最寄りの幹線道路
- 国道265号
- 熊本県道141号河内矢部線

## 周辺
- 山都町立二瀬本保育園
- 柏郵便局

## 参考資料
- 「阿蘇郡誌」（1926年（大正15年）5月20日出版、1986年（昭和61年）8月5日復刻、熊本県教育会阿蘇支会）p.871～p.872（柏村内の教育、小学校）
- 二瀬本小学校花上（はながみ）分校跡をめぐる【蘇陽町立･柏村立･仁瀬本村立】熊本県上益城郡山都町の閉校･廃校になった学校
- 学校の概要・学校の変遷図 - 山都町立蘇陽小学校ウェブサイト